# Tuotuo He
Tuotuo He (chiń. 沱沱河; pinyin Tuótuó Hé; mong. ᠤᠯᠠᠭᠠᠨ ᠮᠥᠷᠡᠨ, Ulaɣan mörön) – rzeka w środkowo-zachodnich Chinach, w prowincji Qinghai, na Wyżynie Tybetańskiej, jedna z rzek źródłowych Jangcy.
Długość rzeki wynosi 375 km. Tuotuo He wypływa z lodowca Jianggendiru w górach Tanggula na wysokości ponad 5500 m n.p.m. Początkowo płynie dość wąską doliną w kierunku północnym, a następnie skręca w kierunku wschodnim i wpływa do rozszerzającej się doliny. Na wysokości 4461 m n.p.m. łączy się z Dam Qu (Morin Us He), tworząc Tongting He. 
Nad Tuotuo He leży miejscowość Tanggula, w której znajduje się przystanek linii kolejowej Qinghai-Tybet. W pobliżu Tanggula przez dolinę rzeki przebiega most kolei Qinghai-Tybet o długości 1389,6 m.